# Canción 71
Canción 71 fue un programa musical de televisión, emitido por TVE en 1971.

## Formato
Una vez finalizado el concurso musical Pasaporte a Dublín y para llenar el correspondiente hueco en la noche de los sábados, los responsables de Televisión española, pretendieron reeditar el éxito obtenido un par de años antes con Galas del sábado. 
Para ello se hicieron con los servicios de los dos presentadores estrella de televisión: Tony Leblanc y Laura Valenzuela. Sin embargo, tras el anuncio de matrimonio de Valenzuela con José Luis Dibildos, ambos fueron sustituidos en las labores de presentación a partir del 6 de marzo, por Joaquín Prat y por la locutora de plantilla de TVE Marisol González.
El programa era una adaptación para España del popular espacio de la RAI italiana Canzonissima y consistía en una competición para elegir la mejor canción del año. Cada semana se presentaban seis canciones y se elegía una para la gran final. 
La orquesta estaba a cargo del músico Adolfo Waitzman.

## Artistas
Entre otros, actuaron en el programa los siguientes artistas: Rosa Morena, Betty Missiego, Sacha Distel, Miguel Ríos, Rocío Dúrcal, Luciana Wolf, Junior, Joan Baptista Humet, Camilo Sesto.
El ganador del certamen fue Basilio, con 62.339 votos. En segundo puesto quedó Luis Gardey (24.249 votos) y en tercero, Betty Missiego (23.404 votos).